# Stranná (Dyjice)
Stranná (německy Strana) je osada, část obce Dyjice v okrese Jihlava. Nachází se asi 2,5 km na severovýchod od Dyjice. V roce 2009 zde bylo evidováno 5 adres. V roce 2001 zde trvale žilo 18 obyvatel.
Stranná leží v katastrálním území Stranná u Telče o rozloze 1 km2.

## Název
Název se vyvíjel od varianty Stranna (1678, 1718, 1751, 1846), Stranna a Stranná (1872), Stránky (1881) až k podobě Stranná v roce 1924. Místní jméno je odvozeno od přídavného jména stranъna a znamenalo ležící stranou.

## Historie
V letech 1869–1960 příslušela k Dyjici, od 1. dubna 1980 do 31. prosince 1991 byla částí města Telč, 1. ledna 1992 se stala místní částí Dyjice.

## Přírodní poměry
Stranná leží v okrese Jihlava v Kraji Vysočina. Nachází se 1 km jižně od Žatce, 2,5 km západně od Ořechova, 3 km severně od Dyjic, 1 km severovýchodně od Dyjičky a Dolních Dvorců. Geomorfologicky je oblast součástí Česko-moravské subprovincie, konkrétně Křižanovské vrchoviny a jejího podcelku Brtnická vrchovina, v jejíž rámci spadá pod geomorfologický okrsek Markvartická pahorkatina. Průměrná nadmořská výška činí 550 metrů. Nejvyšší bod o nadmořské výšce 591 metrů leží na jihovýchodní hranici katastru. Západně od vsi protéká Moravská Dyje, do níž vlévá potok, který teče jižně od Stranné.

## Obyvatelstvo
Podle sčítání 1930 zde žilo v 5 domech 34 obyvatel. 34 obyvatel se hlásilo k československé národnosti. Žilo zde 34 římských katolíků.
| Rok            | 1869 | 1880 | 1890 | 1900 | 1910 | 1921 | 1930 | 1950 | 1961 | 1970 | 1980 | 1991 | 2001 | 2011 |
| -------------- | ---- | ---- | ---- | ---- | ---- | ---- | ---- | ---- | ---- | ---- | ---- | ---- | ---- | ---- |
| Počet obyvatel | 45   | 35   | 39   | 41   | 40   | 31   | 34   | 23   | 19   | 22   | 28   | 23   | 18   | 12   |

## Hospodářství a doprava
Agroprivát Novotný nabízí ubytování. Obcí prochází místní komunikace, která se jižně napojuje na silnici I/23 ze Staré Říše do Telče. Dopravní obslužnost zajišťují dopravci ICOM transport, ČSAD Jindřichův Hradec a TRADO-BUS. Autobusy jezdí ve směrech Dačice, Nová Říše, Stará Říše, Telč, Zadní Vydří a Třebíč.

## Školství, kultura a sport
Místní děti dojíždějí do základní školy v Telči.